# Soba (alimento)

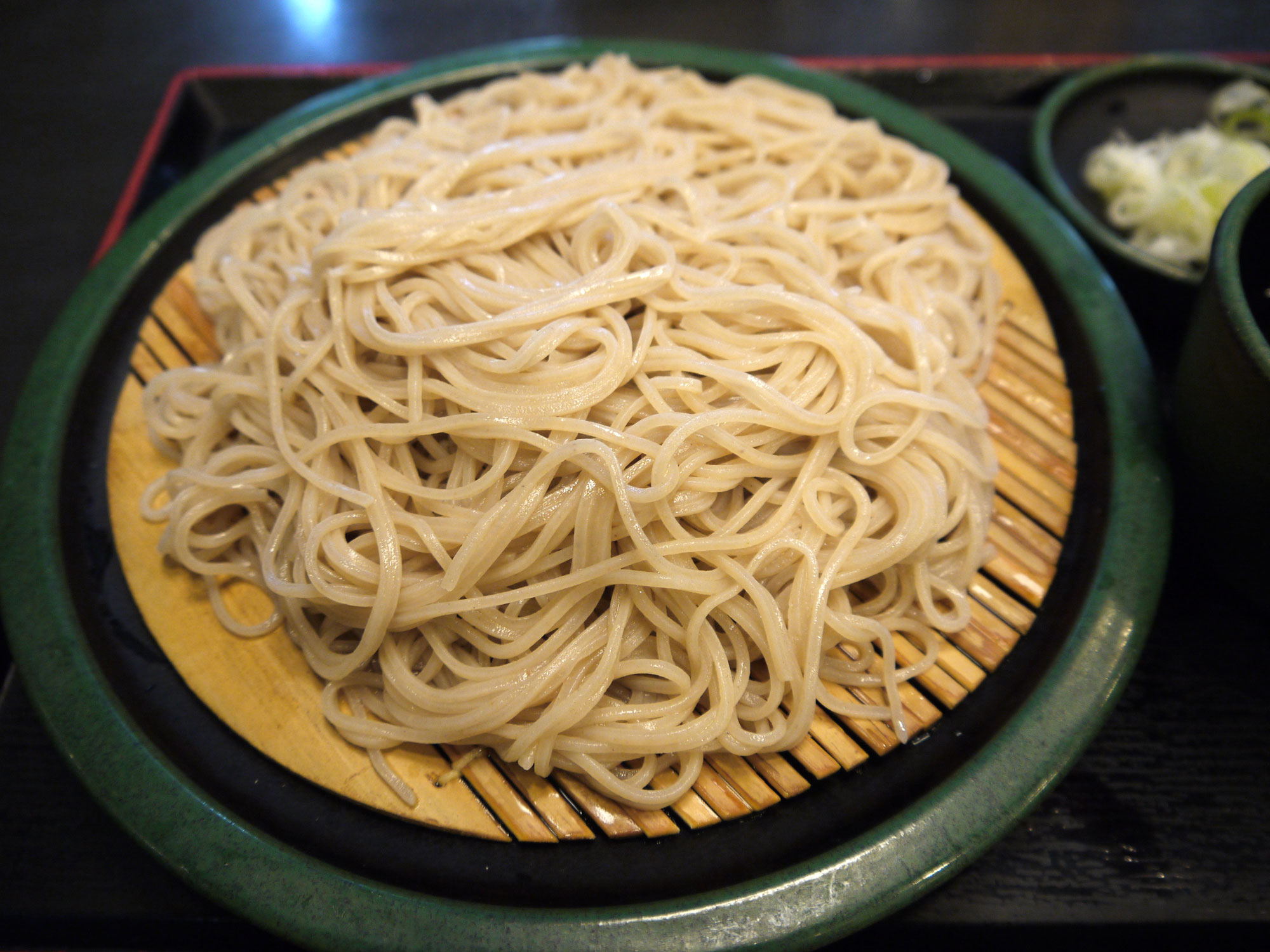
Soba servido en un zaru.

Soba (蕎麦?) es la palabra japonesa para el trigo sarraceno (alforfón), sin embargo, se utiliza más comúnmente para referirse a los fideos finos empleados en la cocina japonesa elaborados con harina de dicho grano. Se sirven fríos con una salsa o caldo en que se los sumerge, o en caldo caliente como el ramen. Por otra parte, es muy común en Japón referirse a los fideos finos como soba en contraste con los udon, que son tallarines gruesos elaborados con harina de trigo.

## Distribución
En Japón, los fideos de soba se sirven en distintas situaciones. Son baratos y muy populares como comida rápida en todo Japón y se sirven también en restaurantes dedicados exclusivamente a ellos. Los mercados venden el fideo seco y un caldo instantáneo denominado men-tsuyu para que pueda hacerse fácilmente la preparación casera.

## Variedades

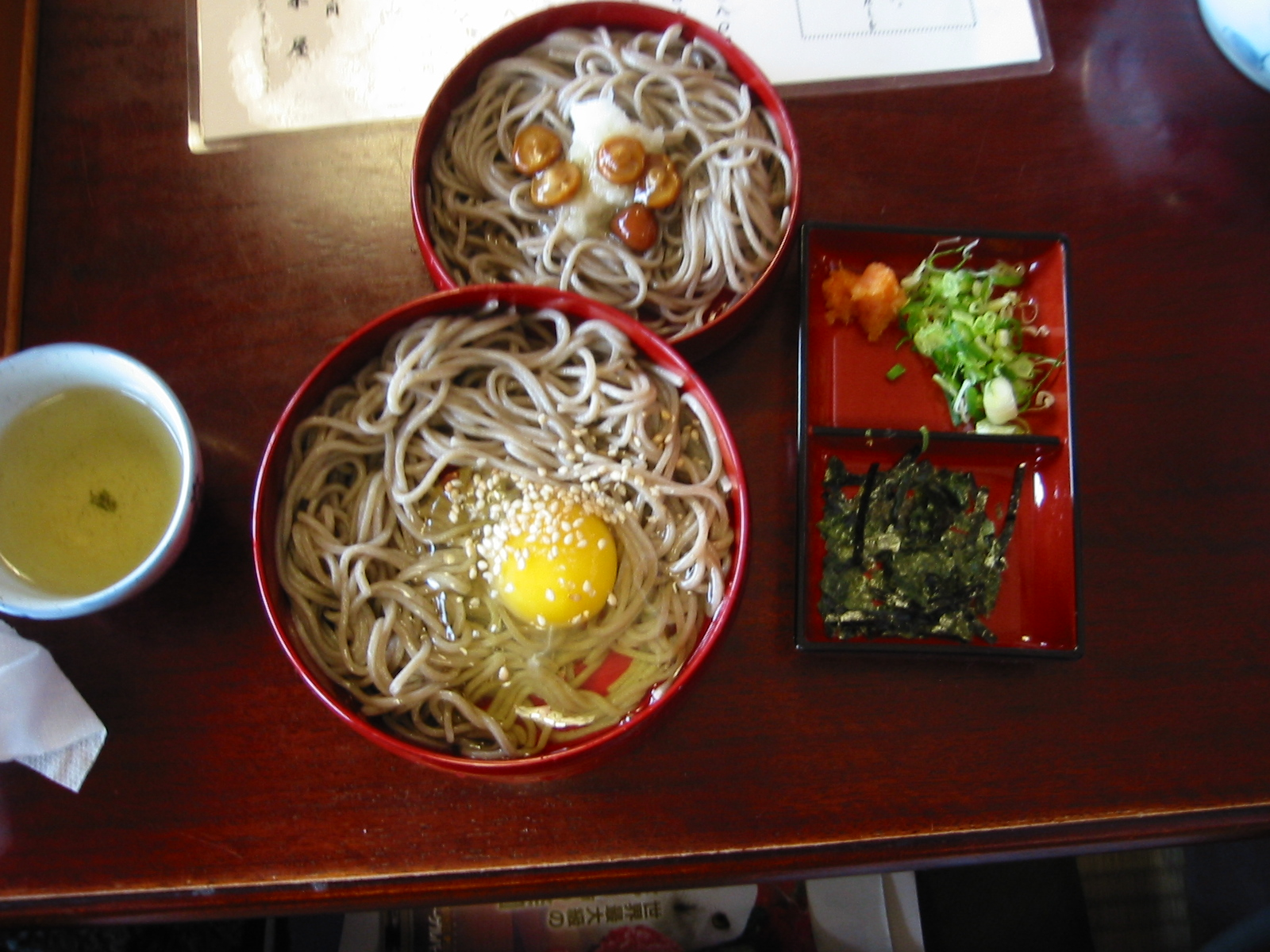
Izumo soba, llamado así por la ciudad de Izumo, en la Prefectura de Shimane.

Los fideos más famosos de Japón provienen de la Prefectura de Nagano, aunque existen diferentes variedades en función de su origen y de los ingredientes utilizados.  

### Por localidad
- Etanbetsu soba – nombrado como la zona interior de Hokkaidō.
- Shinano soba – nombrado como Shinano, el antiguo nombre de la Prefectura de Nagano. También llamado Shinshu, con el mismo significado.
- Izumo soba – nombrado como Izumo en la Prefectura de Shimane.
- Izushi soba – nombrado como Izushi en la Prefectura de Hyōgo.

### Por ingredientes
- Cha soba – condimentado con polvo de té verde.
- Hegi soba – condimentado con algas marinas.
- Inaka soba – soba fino elaborado de harina de trigo.
- Mugi soba – condimentado con Artemisia vulgaris, un tipo de ajenjo.
- Ni-hachi soba – soba que contiene un 20% de trigo y un 80% de alforfón.
- Sarashina soba – soba fino ligeramente coloreado elaborado de harina de trigo refinada.
- Tororo soba o soba Jinenjo – condimentado con harina de ñame.
- Towari soba o Juwari soba – 100% alforfón.